# 仙台市立湯元小学校
仙台市立湯元小学校（せんだいしりつ ゆもとしょうがっこう）は宮城県仙台市太白区にある公立小学校。

## 所在地
- 宮城県仙台市太白区秋保町湯向29-3

## 概要
- 秋保町の東部（主に秋保温泉周辺）を学区とする。

## 沿革
- 1876年9月 - 温故小学校湯元分校として開校
- 1951年4月 - 秋保村立秋保小学校から秋保村立湯元小学校として独立。
- 1967年4月 - 町制施行により秋保町立湯元小学校に改称。
- 1989年3月 - 仙台市編入により仙台市立湯元小学校に改称

## 校歌
- 土井晩翠作詞、福井文彦作曲の校歌で母体校の秋保小学校、同じく秋保小学校より独立開校した馬場小学校と同じ校歌となっている。[1]

## 学区
- 秋保町湯向、秋保町湯元

## 進学先中学校
- 仙台市立秋保中学校